# Kresowiacy
Kresowiacy (tj. grupy kresowe) – ogólne określenie zespołu grup etnograficznych ludności polskiej, powstałych w wyniku polskiego zasiedlenia na terenach wschodnich, gdzie zaznaczyło się głównie osadnictwo Mazowszan, a w mniejszym stopniu Małopolan.
Grupy kresowe nie są związane wspólnym pochodzeniem i wszystkie rozwijały się oddzielnie. Jednak etnografowie łączą je razem jako ludność o charakterze pogranicznym, która kształtowała się pod różnymi wpływami kulturowymi.
Janusz Kamocki wyodrębnił 4 grupy kresowe:
- Podlasianie (grupa podlaska) – ludność o pochodzeniu mazowieckim, która w okresie unii polsko-litewskiej osiedliła się szerokim pasem na tereny północno-wschodnie rozdzielając Białorusinów od Litwinów. Do grupy tej weszło wielu spolonizowanych Litwinów i Białorusinów.
- Podlasianie nadbużańscy – grupa zamieszkała na terenie nad Bugiem, związana kulturalnie z Mazowszem, a częściowo także z Lubelskiem.
- grupa chełmska[a] – ludność o kulturze powstałej w wyniku napływania polskiej ludności na Ruś Czerwoną, zamieszkują dawne województwo chełmskie i zamojskie
- grupa przemyska[a] – ludność o kulturze powstałej w wyniku napływania polskiej ludności na Ruś Czerwoną, zamieszkują dawne województwo przemyskie

Do grup kresowych zalicza się także:
- Hrubieszowianie
- Dolinianie
- Pogórzanie
- grupa lwowsko-tarnopolska[a]
- grupa wileńska[a].

Dawniej do grup kresowych Jan Stanisław Bystroń zaliczał także Lubliniaków i Rzeszowiaków. Jednak Janusz Kamocki przydziela ich do gałęzi Małopolan, powołując się na nowsze badania Natanson-Leskiego wykazujące ich autochtoniczność na tych terenach.

## Upamiętnienie
Według danych GUS w 3 miejscowościach w Polsce istnieje ulica Kresowiaków, w Raciborzu jest skwer Kresowian, a w Kadzidle znajduje się skwer Pamięci Męczeństwa Kresowian. Od 1 września 2006 r. Zespół Szkół Ponadgimnazjalnych nr 1 w Bartoszycach nosi imię Kresowiaków.